# 15
سنة 15 م كانت سنة بسيطة تبدأ يوم الثلاثاء (الرابط يظهر نموذج التقويم الكامل للسنة) من التقويم اليولياني.

## مواليد
- فيتليوس.
- أغريبينا الصغرى.
- بليناس الحكيم.
- يوحنا الإنجيلي.